# Université Kongo
 (mai 2024).
La mise en forme du texte ne suit pas les recommandations de Wikipédia : il faut le « wikifier ».
Les points d'amélioration suivants sont les cas les plus fréquents. Le détail des points à revoir est peut-être précisé sur la page de discussion.
- Les titres sont pré-formatés par le logiciel. Ils ne sont ni en capitales, ni en gras.
- Le texte ne doit pas être écrit en capitales (les noms de famille non plus), ni en gras, ni en italique, ni en « petit »…
- Le gras n'est utilisé que pour surligner le titre de l'article dans l'introduction, une seule fois.
- L'italique est rarement utilisé : mots en langue étrangère, titres d'œuvres, noms de bateaux, etc.
- Les citations ne sont pas en italique mais en corps de texte normal. Elles sont entourées par des guillemets français : « et ».
- Les listes à puces sont à éviter, des paragraphes rédigés étant largement préférés. Les tableaux sont à réserver à la présentation de données structurées (résultats, etc.).
- Les appels de note de bas de page (petits chiffres en exposant, introduits par l'outil «  Source ») sont à placer entre la fin de phrase et le point final[comme ça].
- Les liens internes (vers d'autres articles de Wikipédia) sont à choisir avec parcimonie. Créez des liens vers des articles approfondissant le sujet. Les termes génériques sans rapport avec le sujet sont à éviter, ainsi que les répétitions de liens vers un même terme.
- Les liens externes sont à placer uniquement dans une section « Liens externes », à la fin de l'article. Ces liens sont à choisir avec parcimonie suivant les règles définies. Si un lien sert de source à l'article, son insertion dans le texte est à faire par les notes de bas de page.
- La présentation des références doit suivre les conventions bibliographiques. Il est recommandé d'utiliser les modèles {{Ouvrage}}, {{Chapitre}}, {{Article}}, {{Lien web}} et/ou {{Bibliographie}}. Le mode d'édition visuel peut mettre en forme automatiquement les références.
- Insérer une infobox (cadre d'informations à droite) n'est pas obligatoire pour parachever la mise en page.

Pour une aide détaillée, merci de consulter Aide:Wikification.
Si vous pensez que ces points ont été résolus, vous pouvez retirer ce bandeau et améliorer la mise en forme d'un autre article.
L'Université Kongo (UK) est une institution non gouvernementale communautaire d’intérêt public fondée en 1990 et située à Mbanza-Ngungu dans la province du Kongo-Central en république démocratique du Congo.

## Historique
L'assemblée constituante s'est tenue le 22 juillet 1990. Elle fut autorisée à fonctionner le 26 juin 1992 (arrêté ministériel n° ESURS/CABMIN/017/92).
Initialement, l'UK fonctionnait avec quatre campus répartis dans la province du Bas-Congo. Par la suite, ceux-ci ont été regroupés sur un site unique, à Mbanza-Ngungu, puis deux sites.

## Missions
L'université Kongo a pour mission :
- d'assurer la promotion de la recherche scientifique fondamentale et appliquée, ainsi que la formation des chercheurs et des cadres de haut niveau,
- de participer au développement de la province du kongo-central et, plus largement, de la République démocratique du Congo et du monde.

## Organisation
L'université Kongo est composée de 6 facultés et de 4 centres de recherche :

### Facultés
- Faculté de Droit (Mb.ngungu)
- Faculté de Sciences Économiques et de Gestion (Mb.ngungu)
- Faculté d'Agronomie (Mb.ngungu)
- Faculté Polytechnique (Mb.ngungu)
- Faculté des Sciences de l’information et de la communication (Kisantu)
- Faculté de Médecine (Kisantu)
- Faculté d’Architecture, urbanisme et aménagement du territoire (Mb.ngungu)
- Faculté des sciences sociales, politiques et administratives.

### Centres de recherche
- Centre International des Civilisations Kongo (C.I.CI.KO.)
- Centre de Recherche et d'Action en Santé Publique (CRASP)
- Centre de Promotion des Petites et Moyennes Entreprises (CEPROPME)
- Centre de Recherche en Santé et Reproduction Animales (CRSRAL)